# Gouvernement de Cracovie

Blason.

Le gouvernement de Cracovie (en polonais Krakowska Gubernia, en russe Краковская губерния) était une unité administrative du Royaume de Pologne dans les années 1837-1841, créée à la place de la voïvodie de Cracovie.
Le gouvernement de Cracovie a été créé par le décret du Tsar du 23 février 1837. Par un édit du 3 juin 1841, le gouvernement a été rebaptisé gouvernement de Kielce, avec sa capitale à Kielce. Le 1er janvier 1845, conformément au décret du 9 août 1844, une nouvelle division administrative du Royaume de Pologne a été introduite, et le gouvernement de Kielce a été fusionnée avec le gouvernement de Sandomierz pour former le gouvernement de Radom.